# Robert Buyle
Pour les articles homonymes, voir Buyle.
Robert Buyle, né à Saint-Nicolas le 26 août 1895 et mort le 12 septembre 1976 à Furnes, est un peintre et illustrateur belge.

## Biographie
Il expose au Salon des indépendants, au Salon d'automne ainsi que dans des galeries parisiennes, à Bruxelles, Anvers, aux Salons triennaux de Gand, à Liège, Londres, Barcelone, Varsovie et aux Pays-Bas. 
Ses œuvres sont conservées, entre autres, au musée des beaux-arts de Namur et au musée Kröller-Müller à La Haye.